# كينتا هيروسي
كينتا هيروسي (باليابانية: 広瀬 健太) (مواليد 26 يونيو 1992)، هو لاعب كرة قدم ياباني سابق كان يلعب كمدافع.

## وصلات خارجية
- كينتا هيروسي على موقع رابطة كرة القدم اليابانية للمحترفين (اليابانية)
- كينتا هيروسي على موقع قاعدة بيانات كرة القدم.إي يو (الإنجليزية)
- كينتا هيروسي على موقع Soccerway.com (الإنجليزية)
- كينتا هيروسي على موقع عالم كرة القدم.نت (الإنجليزية)